# Michael Cassidy
Michael Cassidy (Portland, Oregon, 1983. március 20. –) amerikai színész.

## Életpályája
Középiskolába az Oregon állambeli Milwaukee-ban, a LaSalle High School-ba járt. A színjátszás mellett még szeret golfozni. Nős, 2006. augusztus 27-én vette feleségül Laura Eichhornt.

## Szerepei
Cassidy 2004–2005 között szerepelt A narancsvidék című sorozatban, Zach Stephens szerepében. 2007-ben Cliff Wiattet játszotta a A pálmák árnyéka című sorozatban. Továbbá szerepelt a Smallville hetedik évadjának hét részében, Grant Gabrielnek, a Daily Planet új szerkesztőjének szerepében.

## Filmjei
- A narancsvidék (2004-2005)
- A hétfői lány (2005)
- Szupersuli (2006)
- A pálmák árnyéka (2007)
- Smallville (2007-2008)
- Kőgazdagok (2008-2009)
- Castle (2010)
- Happy Endings – Fuss el véle! (2012)
- Botrány (2012)
- Az Argo-akció (2012)
- Szekatúra (2012)
- Négy férfi, egy eset (2012-2014)
- Az elhajlottak éjszakája (2015)
- A varázslók (2015-2016)
- Batman Superman ellen – Az igazság hajnala (2016)
- Éjszakai műszak (2016)
- People of Earth (2016-2017)
- 19-es körzet (2018)
- Kutya egy nyár (2018)
- Az újonc (2019-2020)
- A halottak hadserege (2021)

## További információ
- Michael Cassidy a PORT.hu-n (magyarul)
- Michael Cassidy az Internetes Szinkronadatbázisban (magyarul)
- Michael Cassidy az Internet Movie Database-ben (angolul)
- Michael Cassidy a Rotten Tomatoeson (angolul)